# 羅蒙諾索夫院士浮動核能發電廠
52°55′13″N 158°25′29″E / 52.92028°N 158.42472°E
羅蒙諾索夫院士浮動核能發電廠（俄语：Академик Ломоносов）是一艘無自體動力的海上載具，也是俄羅斯第一座浮動的核能發電廠。命名來源是多方面專長的十八世紀俄國學者米哈伊尔·瓦西里耶维奇·罗蒙诺索夫。
該項目自2007年開始建设。 於2020年5月22日投入商業運營。

## 歷史
2007年4月15日，羅蒙諾索夫院士浮動核能發電廠安放龍骨，俄羅斯聯邦第一副總理谢尔盖·鲍里索维奇·伊万诺夫、俄羅斯國家原子能公司主席谢尔盖·弗拉季连诺维奇·基里延科均有出席這項慶典，並持續在北德文斯克的北德文斯克造船廠持續被建造，大約花費了60億俄羅斯盧布原先羅蒙諾索夫院士浮動核能發電廠計畫供應北德文斯克地區的用電，不過到了2008年8月，浮動核能發電廠被轉送至聖彼得堡的波羅的海造船廠。
兩座核反應爐分別在2009年5月與8月被送到造船廠，並於2010年6月30日進行下水儀式，最終羅蒙諾索夫院士浮動核能發電廠會被部署在遠東地區楚科奇自治區的一個小鎮佩韋克，目前暫定2018或2019年會正式商業運轉，並取代比利比諾核電站的發電功能。

## 技術諸元
羅蒙諾索夫院士浮動核能發電廠長約144（472英尺）、寬30（98英尺），船體重量達21500噸、並有69個人員來操作。據《紐約時報》報導，它將有大約300名人員。在發電方面，它有兩個修改後的KLT-40S推進反應堆，它們一起提供300 MW的熱反應堆功率，並在兩個渦輪發電機組中轉化為70 MW的電力（總）。
羅蒙諾索夫院士浮動核能發電廠可以作為热电联产工廠使用，因為它收集了廢熱，並且可以通過用於加熱目的的固定管道提供高達60 MW的熱量，峰值熱量輸送高達170 MW，同時發電功率輸出減少到30 MW（參見發電機的功率損耗因子）。另一種聯合產品是由海水製成的淡水每日高達240,000 m3。
| 機組                 | 類型 & 型號   | 電力 (淨容量) | 電力 (總容量) | 熱量   | 施工 開始  | 並網 發電  | 商業 運作  | 參考資料 |
| -------------------- | ------------- | ------------- | ------------- | ------ | ---------- | ---------- | ---------- | -------- |
| Akademik Lomonosov 1 | PWR / KLT-40S | 32 MW         | 35 MW         | 150 MW | 2007-04-15 | 2019-12-19 | 2020-05-22 | [ 14 ]   |
| Akademik Lomonosov 2 | PWR / KLT-40S | 32 MW         | 35 MW         | 150 MW | 2007-04-15 | 2019-12-19 | 2020-05-22 | [ 15 ]   |